# Skierrerivier (Tavvarivier)
De Skierrerivier (Zweeds: Skierrejohka) is een rivier die stroomt in de Zweedse  gemeente Kiruna. De rivier krijgt haar water onder meer van de zuidelijke berghellingen van de Gurggačohkkat; deze berg geeft ook water aan de Áitečuolmmarivier. De Skierrerivier stroomt zuidwaarts, moet om de 615 meter hoge berg Skierrevarit heen en levert haar water na ongeveer 10 kilometer aan de Hårrerivier.
Afwatering: Skierrerivier → Hårrerivier → Tavvarivier → Lainiorivier → Torne → Botnische Golf